# Distenia caerulescens
Distenia caerulescens là một loài bọ cánh cứng trong họ Cerambycidae.